# نظرية الإجهاد المنتهي
نظرية الإجهاد المنتهي وتسمى أيضا نظرية الإجهاد الكبير هي نظرية تتعامل مع التشوهات التي تكون فيها السلالات و / أو الدورات كبيرة بما يكفي لإبطال الافتراضات المتأصلة في نظرية الإجهاد المتناهية الصغر. حيث تختلف التكوينات غير المشوهة والمشوهة في السلسلة بشكل كبير مما يتطلب تمييزًا واضحًا بينهما. وهذا هو الحال عادة مع اللدائن المرنة ، ومواد تشويه اللدونة وغيرها من السوائل والأنسجة اللينة البيولوجية.

## الإزاحة
إن إزاحة الجسم بها مكونان وهما:

حركة الجسم المتصلة.

- إزاحة الجسم الصلب وهو عبارة عن تدوير الجسم دون تغيير شكله أو حجمه.[4]
- تشوه وهي عبارة عن التغيير في شكل و / أو حجم الجسم من تهيئة أولية أو غير مكتملة.[5]

ويمكن وصف التغيير في تكوين الجسم المتسلسل من خلال حقل الإزاحة. ويعرف حقل الإزاحة بأنه حقل متجه لجميع نواقل الإزاحة لجميع الجسيمات في الجسم والذي يربط التكوين المشوه بالتشكيلة غير المُصحَّحة.
وتتغيرالمسافة بين أي جزيئين إذا حدث تشوه. وفي حال حدوث النزوح بدون تشوه حينها يكون النزوح الجسم الصلب.

## انظر ايضاً
- Prof. Amit Acharya's notes on compatibility on iMechanica